# 功労馬繋養支援事業
功労馬繋養支援事業（こうろうばけいようしえんじぎょう）とは、日本国内で実施されている、引退競走馬所有者に対する助成金交付事業である。

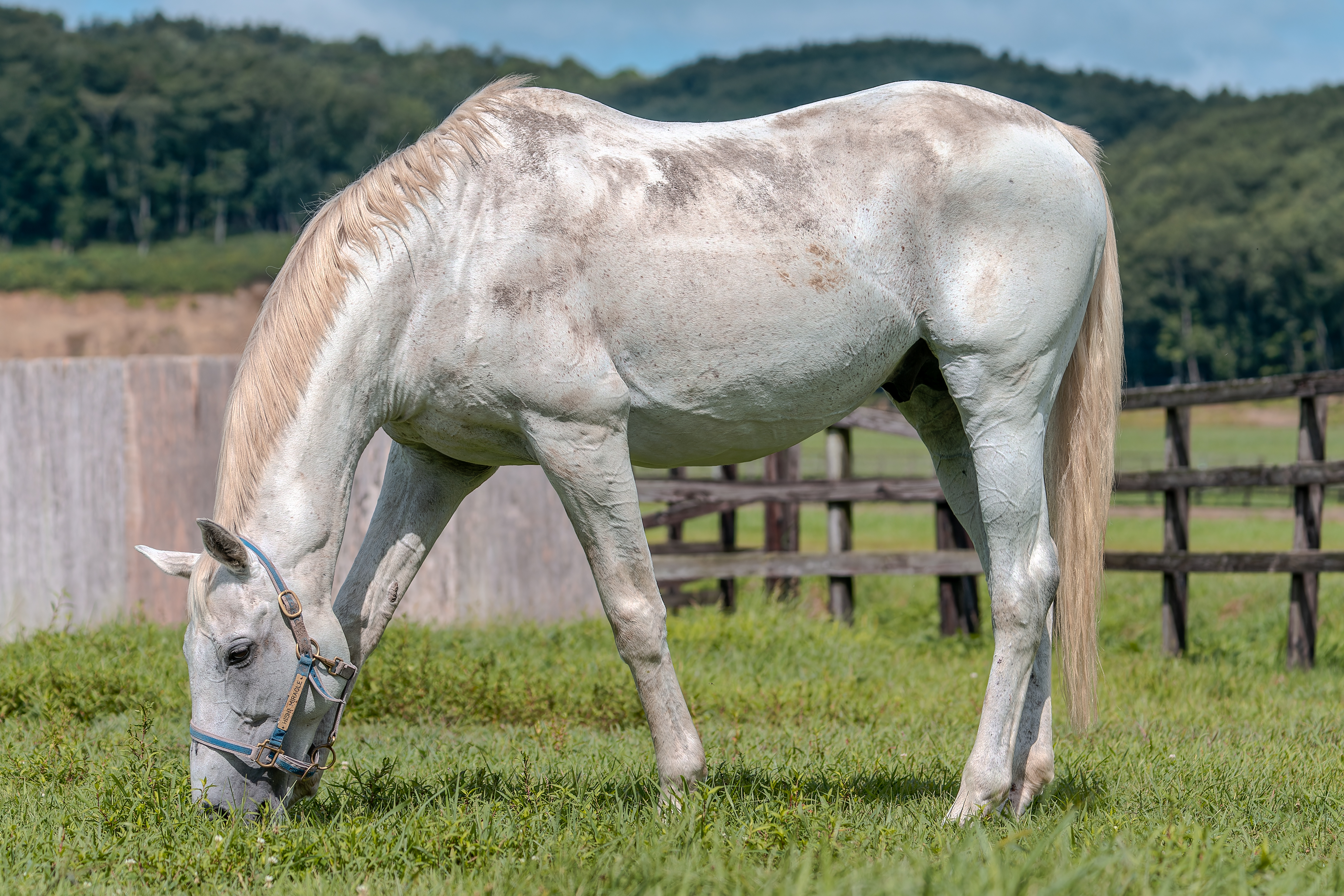
助成金の対象馬として余生を過ごすヒシミラクル（2024年、中村雅明牧場）

当初は公益財団法人軽種馬育成調教センター（BTC）の所管だったが、2013年1月より公益財団法人ジャパン・スタッドブック・インターナショナル（JAIRS）に業務が移管された。2025年より現在の名称となったが、それ以前は引退名馬けい養展示事業、功労馬繋養展示事業、引退名馬繋養展示事業などの名称が用いられた。

## 概要
旧来、日本競馬においては重賞勝利以上の成績を残した優秀な馬であっても、競走馬または繁殖馬（種牡馬・繁殖牝馬）の引退後は屠殺されたり、使役馬に用途変更される例がままあった。種牡馬引退後に使役馬として過酷なホースショーで馬車を曳かされた末に、痩せ衰え放牧中に日射病死した皐月賞馬ハードバージなどはその最も悲惨な例として挙げられる。しかし動物愛護意識の浸透とともに、それまでタブーとされてきた引退競走馬の処遇や、優秀な成績を挙げた馬にしかるべき余生についての議論が活発に行われるようになり、日本中央競馬会（JRA）に対して、この問題について何らかの対策を講じるべきとの声が上げられるようになった。JRAも1973年に八大競走の優勝馬を対象にした「引退名馬けい養制度」を発足させてはいたが、前述のハードバージやカネミノブやヒカリデユールやレオダーバンのように、助成を受けることなく廃用に追い込まれる馬もおり、競走馬の福祉事業は有志の牧場主やNPOなどの活動に委ねられてきた。
しかし1996年、JRAの関連団体である軽種馬育成調教センターが「引退名馬けい養展示事業」の実施を発表。これにより、引退した中央競馬の重賞勝ち馬のうち、繁殖、乗馬いずれの用途にも供されていないものについて、その所有者が申請すれば、一般ファンに対する公開義務を条件として毎月所定の助成金が交付されるようになり、繁殖として成功を得られなかった馬にも、名目上の救済策が用意されることとなった。しかし、助成金は2012年現在、2万円と極めて少額あり、馬主や牧場主の費用負担が大きく、利用されないケースも散見される。
2007年には事業名称が「功労馬繋養展示事業」に変更。同時に「引退名馬飼養環境整備事業」が新設され、助成対象馬が中央競馬の重賞優勝馬から地方競馬のダートグレード競走の優勝馬まで拡大された。助成対象馬の居場所はBTCによって把握され、死亡、助成の解除などがあった場合はその都度BTCのホームページ上で発表されるようになっている。
2010年現在、本事業による助成を受けて余生を送る功労馬は200頭以上にのぼる。ただ、その多くはJRA重賞以上を勝利した牡馬が多く、繁殖価値の高い重賞牝馬の多くは繁殖牝馬引退を迎える前に死亡したり、用途変更後行方不明になることが多い。繁殖牝馬を功労馬にさせる牧場主の理解が必要である。さらに功労馬けい養展示事業の助成条件である該当馬の競馬ファンへの一般公開に関しては競馬ファンの悪質な見学マナー違反もあり難色を示す牧場主も多く、立入禁止にしている功労馬施設（例：社台ブルーグラスファーム）もある。特に繁殖牝馬を引退した功労牝馬をけい養している生産牧場は防疫の都合上、原則立入禁止となっている。そのためすべての功労馬が功労馬けい養展示事業に加入しているわけではない。また功労馬の命を保つ月々の繋養費用は助成金だけでは賄えず、結果的に馬主や牧場関係者の「持ち出し」が必須となる。そのため、助成資格がありながら引退後行方不明になる馬もいまだ数多い。本事業の予算増額及び、周知と申請の働きかけが今後の課題となっている。

## 毎月の助成金額
軽種馬育成調教センターから助成対象馬の所有者に交付される助成金は、当初1頭あたり月3万円であったが、2012年から月2万円に減額されるとともに、助成対象が14歳以上の馬に限定される。
2017年現在は助成対象は10歳以上の馬に拡大されているが、一方で助成額は中央競馬の重賞勝利馬については月2万円、地方競馬のダートグレード競走勝利馬については月1万円とさらに減額されている（なお20歳・25歳・30歳の馬については別途年10万円が加算）。

## 主な助成対象馬
2025年7月現在、Wikipediaに項目のある馬のみを記載。全ての助成対象馬、死亡した馬、助成対象から外れた馬については、外部リンクの「引退名馬」サイトを参照されたい。
- アサカディフィート
- アサクサデンエン
- アスカノロマン
- アブソリュート
- アポロドルチェ
- アロンダイト
- アンバージャック
- アースソニック
- インパルスヒーロー
- ウインクリューガー
- エアガッツ
- エアジハード
- エイシンアポロン
- エイシンキャメロン
- エイシンデピュティ
- エイシンブルズアイ
- エイダイクイン
- エクスペディション
- エムエスワールド
- エモシオン
- エンゲルグレーセ
- エーシンジーライン
- オースミイチバン
- オースミダイドウ
- オースミハルカ
- オーブルチェフ
- カツジ
- カンファーベスト
- ギュスターヴクライ
- キョウヘイ
- キンシャサノキセキ
- クォークスター
- クラリティスカイ
- クリールカイザー
- クレスコグランド
- クーリンガー
- クールジョイ
- クーヴェルチュール
- グラスワンダー
- グランデッツァ
- グランプリボス
- グレイスフルリープ
- コスモオオゾラ
- コスモバルク
- ゴッドオブチャンス
- サイドワインダー
- サイレントディール
- サウンドトゥルー
- サクラアンプルール
- サクラオリオン
- サクラゴスペル
- サクラメガワンダー
- サチノスイーティー
- サンツェッペリン
- サンライズバッカス
- サンライズプリンス
- ザッツザプレンティ
- シビルウォー
- シャドウスケイプ
- シンゲン
- ジャガーメイル
- ショウリュウムーン
- ジョリーダンス
- ジーナフォンテン
- スズカコーズウェイ
- スズカフェニックス
- ストロングブラッド
- スナークレイアース
- スプリングドリュー
- スマイルジャック
- スマートギア
- スリーロールス
- セイコーライコウ
- セカンドテーブル
- タイセイアトム
- ダイワエルシエーロ
- タニノギムレット
- タマモサポート
- ダコール
- ダノンシャーク
- ダノンヨーヨー
- チャンストウライ
- ツルマルツヨシ
- ツルマルボーイ
- ティコティコタック
- ティーハーフ
- テイエムアンコール
- テイエムオーシャン
- テイクアベット
- テンシノキセキ
- ディープサマー
- ディープスカイ
- デスペラード
- トゥインクル
- トキオパーフェクト
- トランスワープ
- ナカヤマナイト
- ナリタクリスタル
- ナンヨーリバー
- ニホンピロバロン
- ネイティヴハート
- バアゼルリバー
- ハギノハイブリッド
- バシケーン
- パッションダンス
- ビーナスライン
- ヒシミラクル
- ヒットザターゲット
- ビッグウィーク
- ビッグゴールド
- フィールドルージュ
- フェイムゲーム
- フサイチアソート
- フサイチソニック
- ブライトエンブレム
- ブレイクランアウト
- プリモディーネ
- プレミアムボックス
- プロフェット
- ヘッドライナー
- ポートブライアンズ
- ボンネビルレコード
- マイネルアワグラス
- マイネルクロップ
- マイネルメダリスト
- マイネルモルゲン
- マチカネニホンバレ
- マンハッタンスカイ
- ムーンクエイク
- メイショウアイアン
- メイショウカイドウ
- メイショウドトウ
- メイショウブシドウ
- メイショウヨウドウ
- メジロロンザン
- メルシーモンサン
- モエレトレジャー
- モルトベーネ
- ヤマカツリリー
- ヤマニンキングリー
- ヤマニンシュクル
- ヤマニンセラフィム
- ライオンボス
- ライブコンサート
- ルールソヴァール
- ルールプロスパー
- ルゼル
- ルックトゥワイス
- ルルパンブルー
- レオアクティブ
- レッドキングダム
- レピアーウィット
- ローズキングダム
- ロードクロノス
- ロードゴラッソ
- ロードバクシン
- ローレルアンジュ
- ロジクライ
- ロンドンブリッジ
- ワイルドワンダー
- ワンダーアキュート
- ワンモアチャッター